# Qué hiciste
A Qué hiciste (’Mit tettél’) Jennifer Lopez első spanyol nyelvű, Como ama una mujer című Stúdióalbumának első kislemeze.
A Como ama una mujer három év komoly munkája. A 11 vadonatúj dalt tartalmazó zenei anyag fantasztikus gyűjtemény olyan dalokból, amely a világ minden táján egyaránt szól. A nyelvi határokat átlépve Jennifer Lopez új albumán a zene mindent legyőz. A garantált siker első bizonyítéka a Qué hiciste, amely a friss album első kislemeze és videóklipes dala. A Julio Reyes által jegyzett Qué hiciste egy új zenei projekt kezdete Lopez számára. A több évig tartó munka eredményeként megjelent nagylemez zenei producere a stílus másik kiválósága, Marc Anthony, aki az énekes-színésznő egykori társa.

## Kislemez dalai
1. Qué Hiciste (Album Version) – 4:57
2. Qué Hiciste (Radio Edit) – 4:31

## Remixek
1. Qué Hiciste (Remix)  – 4:33
2. Qué Hiciste (Salsa Remix)  – 4:49
3. Qué Hiciste (Tony Moran & Warren Rigg's Club Mix)  – 10:19
4. Qué Hiciste (Tony Moran & Warren Rigg's Dub)  – 10:22
5. Qué Hiciste (Tony Moran & Warren Rigg's Radio Edit)  – 4:38
6. Qué Hiciste (Cass & Dubs Remix)  – 4:09
7. Qué Hiciste (Offer Nissim Remix)  – 7:57
8. Qué Hiciste (Estefano Dance Version)  – 4:30
9. Qué Hiciste (Instrumental Version)  – 4:58